# Les Chemins de la puissance
Pour plus de détails, voir Fiche technique et Distribution.
Les Chemins de la puissance (Life at the Top) est un film britannique réalisé par Ted Kotcheff, sorti en 1965. Il s'agit de la suite des Chemins de la haute ville.

## Synopsis
Alors qu'il croit avoir atteint la réussite en épousant la fille de son patron, Joe Lampton va vite désenchanté lorsqu'il se rend compte que son beau-père manipule aussi bien son travail que sa vie privée.

## Fiche technique
Sauf indication contraire, les informations mentionnées dans cette section peuvent être confirmées par la base de données cinématographiques IMDb,  présente dans la section « Liens externes ».
- Titre français : Les Chemins de la puissance[1]
- Titre original : Life at the Top
- Réalisation : Ted Kotcheff
- Scénario : Mordecai Richler d'après le livre de John Braine
- Photographie : Oswald Morris
- Musique : Richard Addinsell
- Sociétés de production : Romulus Films
- Pays de production :  Royaume-Uni
- Langue de tournage : anglais
- Genre : drame psychologique
- Durée : 117 minutes
- Dates de sortie :
  - États-Unis : 14 décembre 1965 (New York)
  - Royaume-Uni : 13 janvier 1966 (Londres)
  - France : 10 août 1974

## Distribution
- Laurence Harvey (VF : Marcel Bozzuffi) : Joe Lampton
- Jean Simmons : Susan Lampton
- Honor Blackman (VF : Claude Winter) : Norah Hauxley
- Michael Craig (VF : Bernard Woringer) : Mark
- Donald Wolfit (VF : Jacques Eyser) : Abe Brown
- Robert Morley (VF : Richard Francœur) : Tiffield
- Allan Cuthbertson (VF : René Bériard) : George Aisgill
- Nigel Davenport (VF : Raoul Curet) : Mottram
- Charles Lamb : Wincastle
- Richard Leech (VF : Jacques Mancier) : Docteur
- Harry Fowler : Magic Beans Man
- Margaret Johnston (VF : Paule Emanuele) : Sybil, l'épouse de Mark
- Ambrosine Phillpotts (VF : Sylvie Deniau) : Margaret Brown
- George A. Cooper (VF : Yves Brainville) : Graffham
- Rex Deering (VF : Lucien Bryonne) : le Lord maire
- Geoffrey Bayldon : le psychologue en industrie